# Bessarion (kráter)

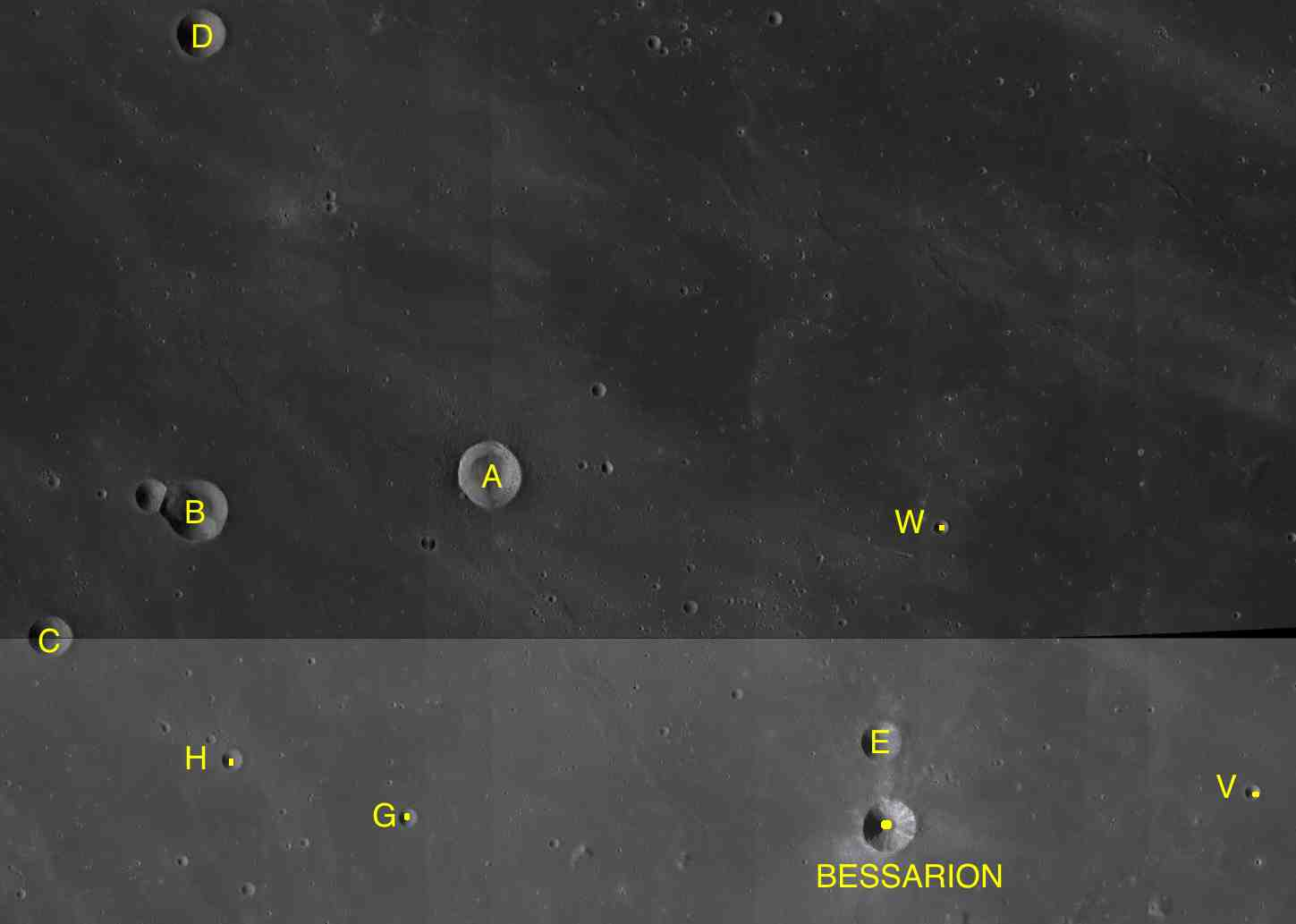
Kráter Bessarion a okolí.

Bessarion je nevelký impaktní kráter nacházející se poblíž jihozápadního okraje Mare Imbrium (Moře dešťů) na přivrácené straně Měsíce. Má průměr 10,2 km, kruhový tvar, svažující se stěny a malou plochu dna.
Pojmenován je podle starořeckého učence Basilia Bessariona.
V jeho těsné blízkosti se nachází satelitní kráter Bessarion E. Směrem na východ leží kráter T. Mayer.

## Satelitní krátery
V okolí kráteru se nachází několik dalších kráterů. Ty byly označeny podle zavedených zvyklostí jménem hlavního kráteru a velkým písmenem abecedy.
| Bessarion | Sel. šířka | Sel. délka | Průměr |
| --------- | ---------- | ---------- | ------ |
| A         | 17.1° S    | 39.8° Z    | 13 km  |
| B         | 16.8° S    | 41.7° Z    | 12 km  |
| C         | 16.0° S    | 42.6° Z    | 9 km   |
| D         | 19.8° S    | 41.7° Z    | 9 km   |
| E         | 15.4° S    | 37.3° Z    | 8 km   |
| G         | 14.9° S    | 40.3° Z    | 4 km   |
| H         | 15.3° S    | 41.4° Z    | 5 km   |
| V         | 15.0° S    | 35.0° Z    | 3 km   |
| W         | 16.7° S    | 36.9° Z    | 3 km   |